# Giovanni Giacomo Marinoni

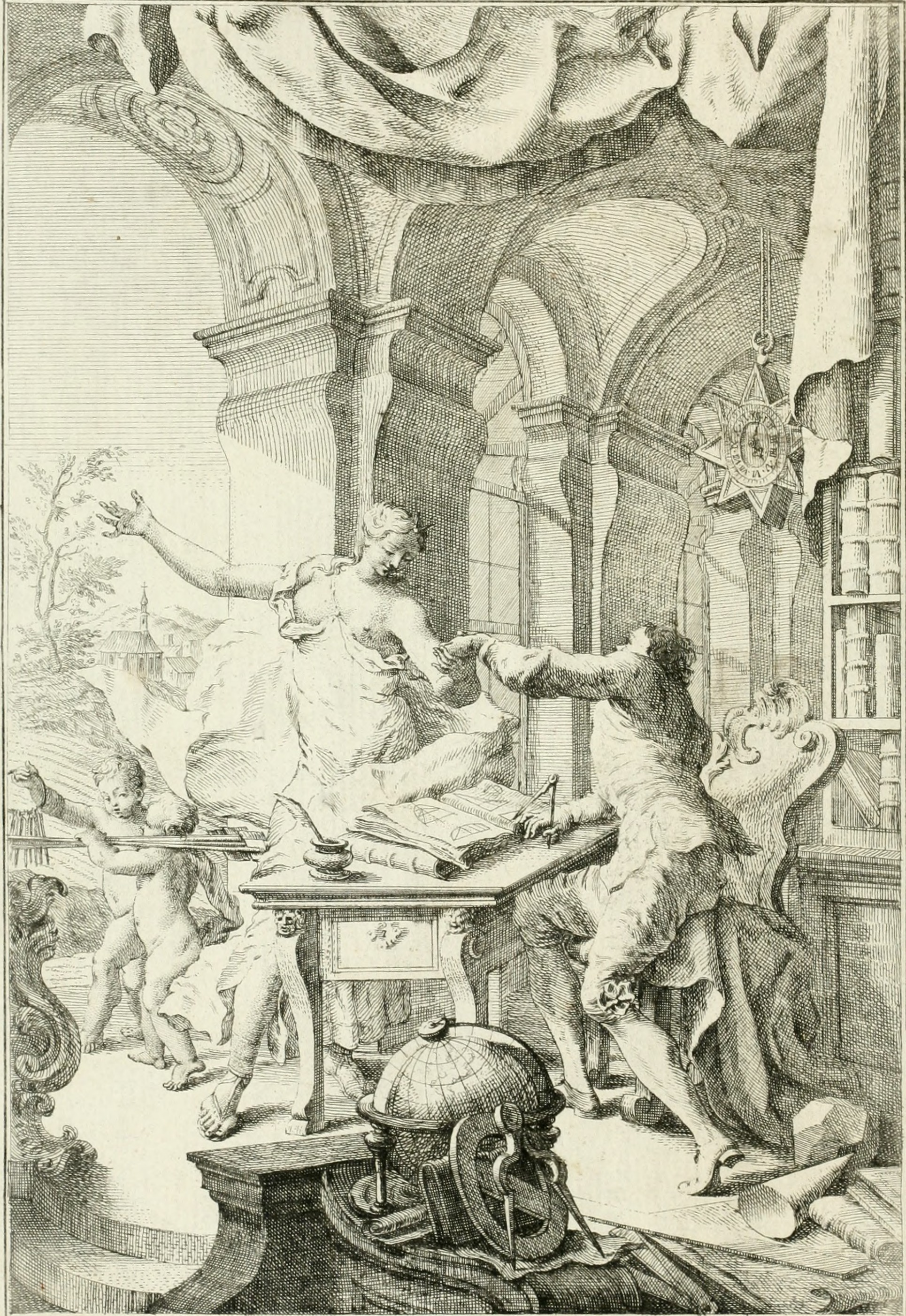
De Re Ichnographica, 1751

Giovanni Giacomo Marinoni (Udine, 1676 – Vienna, 10 gennaio 1755) è stato un astronomo e matematico italiano.

## Biografia
Giovanni Giacomo Marinoni si trasferisce a Vienna per studiare all'università. Nel 1703  viene nominato matematico della corte imperiale e divenne insegnante della futura imperatrice Maria Teresa. Fu membro di società scientifiche in tutta Europa: nel 1746 fu accettato come membro straniero dell'Accademia delle scienze prussiana e membro onorario dell'Accademia russa delle scienze a San Pietroburgo
Il suo osservatorio privato sul Mölkerbastei, in seguito divenne l'Osservatorio dell'Università di Vienna, fu il primo a Vienna e fu dotato di strumenti innovativi dal 1728; la biblioteca contiene una vasta collezione di letteratura scientifica. Delle tre opere principali, il suo libro sull'astronomia e i suoi commenti sulla cartografia furono pubblicati alla fine della sua vita, così come un altro volume sulla tecnologia di rilevamento fu pubblicato postumo. 

## Opere
- De astronomica specula domestica et organico apparatu astronomico Kaliwoda, Wien 1745[4]
- De re ichnographica, cujus hodierna praxis exponitur, et propriis exemplis pluribus illustratur. Kaliwoda, Wien 1751[5]
- De Re Ichnometrica Veteri, Ac Nova. Recensentur Experimenta Per Utramque Habita. Accedunt Modi Areas Fundorum Sine Calculo Investigandi. Opus Posthumum. Kaliwoda, Wien 1775.[6]